# Crocidura nigricans
Crocidura nigricans är en däggdjursart som beskrevs av Bocage 1889. Crocidura nigricans ingår i släktet Crocidura och familjen näbbmöss. IUCN kategoriserar arten globalt som livskraftig. Inga underarter finns listade i Catalogue of Life.
Denna näbbmus förekommer på högplatån i sydvästra Angola. Det är nästan inget känt om artens levnadssätt.